# Питерсон, Вики
Виктория «Вики» Энн Тереза Питерсон (англ. Victoria «Vicki» Anne Theresa Peterson); 11 января 1958, Лос-Анджелес) — американская певица и гитаристка, участница группы The Bangles.

## Биография
С 1976 года вместе с младшей сестрой Дебби участвовала в различных школьных и студенческих музыкальных группах (Crista Galli, Aishi, The Muze, The Fans, Those Girls). В январе 1981 года по объявлению в газете The Recycler сёстры Питерсон познакомились с Сюзанной Хоффс и образовали группу под названием The Colours (быстро переименованную в The Bangs), дополнив состав басисткой Аннет Зилинскас. Вскоре был записан сингл «Getting Out of Hand», после чего коллектив изменил название на The Bangles, поскольку выяснилось, что группа The Bangs уже существовала в Нью-Джерси. В этом составе девушки записали мини-альбом с пятью песнями, названный просто Bangles. В 1983 году место ушедшей Зилинскас заняла Мишель Стил.
До распада The Bangles в 1989 году Вики записала с группой три альбома: «All Over the Place» (1984), «Different Light» (1986) и «Everything» (1988). В 1992 году она присоединилась к группе Continental Drifters, также принимала участие в проекте The Psycho Sisters.
С 1998 года Вики Питерсон продолжает карьеру в составе возрождённых The Bangles, за это время записав ещё два альбома: «Doll Revolution» (2003) и «Sweetheart of the Sun» (2011).

## Личная жизнь
Была помолвлена с Бобби Донати, умершим в 1991 году от лейкемии. 25 октября 2003 года вышла замуж за музыканта Джона Каусилла, известного по работе в концертом составе The Beach Boys. В браке родились двое детей — Уильям и Теная.

## Дискография

### The Bangles
- All Over the Place (1984)
- Different Light (1986)
- Everything (1988)
- Doll Revolution (2003)
- Sweetheart of the Sun (2011)

### Continental Drifters
- Continental Drifters (1994)[9]
- Vermilion (1998)[10]
- Better Day (2001)[11]

### The Psycho Sisters
- Up on the Chair, Beatrice (2014)[4]